# Dieter Bub

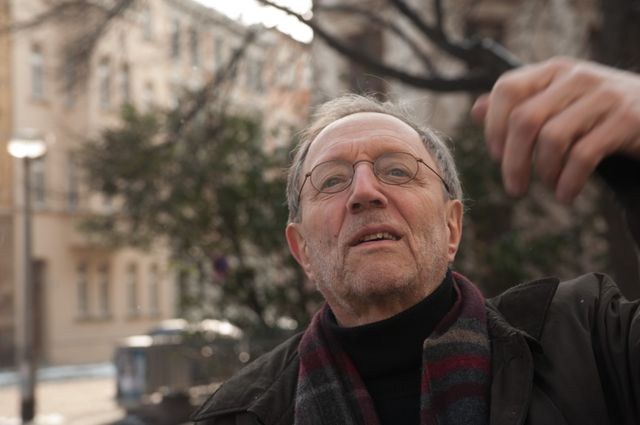
Dieter Bub (2013)

Dieter Bub (* 22. Oktober 1938 in Neuwarp, Pommern) ist ein deutscher Journalist.

## Leben
Dieter Bub kam mit einem Jahr nach Halle an der Saale. Er wuchs als Dieter Müller bei den Großeltern auf. Seine Mutter war Opernsängerin mit Engagements in Gablonz und Thorn. Nach dem Abitur an der Thomas-Müntzer-Oberschule floh er 1956 über Ost-Berlin zu seiner Mutter und seinem Stiefvater, der ihn adoptierte, nach Schwabach.
Bub studierte sechs Semester Sozialwissenschaften an der Friedrich-Alexander-Universität Erlangen-Nürnberg. Er absolvierte ein Praktikum bei den Nürnberger Nachrichten. Als Redakteur war er unter anderem beim Nassauer Boten (Limburg/Lahn) und der Neuen Presse (Hannover) tätig. Als Reporter und Autor arbeitete er für den NDR Hannover (Feature für Kirche und Gesellschaft, Jugendfunk, Beiträge zur deutschen Teilung).
Beim Sender NDR Hamburg war er für das Format Umschau am Abend und die Berichterstattung über Oper und Theater zuständig. Als Korrespondent des NDR im Studio West-Berlin legte er seinen Schwerpunkt auf die Innerdeutschen Beziehungen. Während seiner Zeit beim NDR berichtete er über Oper und Theater in Hamburg und Berlin und als Kulturkorrespondent für den ORF in Wien. Beim NDR Hamburg war er Redakteur und Moderator für Politik und Zeitfunk, schrieb Kommentare und für das Format Auf ein Wort. Zudem lieferte er Beiträge für den WDR, SWR, HR, BR, ORF und SFB.
Zwischen 1979 und 1983 war er Stern-Korrespondent in der DDR. Wegen der Stern-Titelstory Das Attentat. Ofensetzer Paul Eßling, der Mann, der Erich Honecker erschießen wollte wurde er 1983 ausgewiesen.
Für den Südwestdeutschen Rundfunk produzierte er in den folgenden zwei Jahren TV-Beiträge zu Kultur und Geschichte (Miniaturen). Für den Hessischen Rundfunk moderierte er die Sendung Treffpunkt Airport und lieferte zahlreiche Auslandsreportagen aus aller Welt. 1986 kehrte Dieter Bub zum NDR zurück. Er wurde Chefreporter für den Ostsee-Report des NDR mit Schwerpunkt Osteuropa, Polen, Russland und baltische Republiken.
Nach der deutschen Wiedervereinigung war er bis 2000 Redaktionsleiter bei der MPS Filmproduktion GmbH und anschließend bis 2009 Redaktionsleiter der Inmedia GmbH in Berlin. Seit 2010 ist er als freier Autor für EVA-Merlin-Medien tätig, produzierte mehrere Filmdokumentationen (NDR, MDR, n-tv, Deutsche Welle) und gründete zwei Internetportale.
Bub ist verheiratet und hat vier Kinder.

## Veröffentlichungen
Bücher
- Begegnungen mit Joachim Gauck. Mitteldeutscher Verlag, Halle/Saale 2012
- Das Honecker-Attentat und andere Storys  als stern-Reporter in der DDR. Mitteldeutscher Verlag, Halle/Saale 2012, ISBN 978-3-89812-942-8
- Grund genug zu gehen, Roman. Mitteldeutscher Verlag, Halle/Saale 2012
- Braune Schatten, Roman. Mitteldeutscher Verlag, Halle/Saale 2014
- Unsere Sehnsucht nach Freiheit, Dokumentation. Mitteldeutscher Verlag, Halle/Saale April 2015

TV-Dokumentationen
- „Die Geschichte der Deutschen“ (vier Teile NDR)
- „Die Geschichte der DDR“ (vier Teile, NDR 1990)
- „Rückkehr nach Deutschland“ (vier Teile, NDR 1991/92)
- „Expedition Wiking Saga“ (zwei Teile, über die Reise auf den Spuren der Wikinger mit Burkhard Pieske)

 DVD-Produktionen
- „Philharmonie der Nationen“
- „Das Kindermusicaltheater in Berlin“

 CD-Produktionen
- „Klassik für Kinder“ (4 Teile, Klassik-Radio)
- „Anton vom Meer“ (Kindergeschichten)